# 独孤伽羅〜皇后の願い〜
『独孤伽羅〜皇后の願い〜』（どっこから こうごうのねがい、原題：独孤天下）は、2018年2月21日よりテンセントビデオで放送が開始された中国のテレビドラマ。全55話。

## 概要
隋の文帝・楊堅の正室・独孤伽羅とその2人の姉の生涯を描く歴史ドラマ。
日本ではチャンネル銀河にて2019年3月6日より初放送。そのほかにBS12、BS11、日テレプラス、群馬テレビ、TOKYO MXにて放送された
。

## あらすじ
西暦534年、北魏の孝武帝は権臣・高歓を討とうとした。だが高歓の兵により洛陽近郊で制圧され大勢の配下が寝返った。孝武帝は兵5千と落ち延び大将軍・宇文泰を頼るため長安に向かった。
孝武帝が長安に都を遷すと宇文家が権力を握るようになった。そして西暦557年、従兄の宇文護に擁立された宇文覚が北周を建てた。

## 登場人物・出演者
- 独孤伽羅：フー・ビンチン（中国語版）
独孤三姉妹の三女。隋王朝の初代皇帝・楊堅の正室。
- 楊堅：チャン・ダンフォン
北周の散騎常侍（中国語版）。のちに隋を建国する。隋の文帝。
- 宇文護：シュー・ジェンシー（中国語版）
叔父の宇文泰の死後、北周の太師・晋王となり実質的な権力を握る。
- 独孤般若：アン・アン
独孤三姉妹の長女。北周の第2代皇帝・明帝に嫁ぐ。
- 独孤曼陀：リー・イーシャオ（中国語版）
独孤三姉妹の次女。唐王朝の初代皇帝・李淵の母。
- 宇文邕：イン・ハオミン（中国語版）
宇文覚の異母弟で輔城王。北周の第3代皇帝・武帝になる。
- 孝武帝：馬敬涵
北魏の第13代皇帝。都を長安に移す。
- 独孤信：ホァン・ウェンハオ（中国語版）
元の名を独孤如願といい独孤三姉妹の父。北周の柱国大将軍で八柱国の筆頭。ドラマでは北周の初代皇帝・孝閔帝によって丞相に任じられ司寇と司徒の位についた。
- 宇文泰：スー・マオ（中国語版）
北魏の大将軍。
- 宇文覚：リー・ルイチャオ
従兄の宇文護に擁立された北周の初代皇帝・孝閔帝。宇文泰の三男で北魏・孝武帝の甥。
- 宇文毓：ゾウ・ティンウェイ（中国語版）
宇文覚の異母兄で寧都王。北周の第2代皇帝・明帝になる。
- 北周皇后：楊采盈
宇文覚の正室。
- 独孤順（中国語版）：ティエン・ボー
独孤信の五男。独孤信には独孤順以外に七人の息子がおり北周の国境を守っている。
- 李昞：盧星宇（中国語版）
八柱国の一人で隴西郡公。西涼の王室の血を引く周の豪族。
- 李澄：強宇
李昞の長男。
- 趙貴：施寧
八柱国の一人。
- 陸貞：呂一（中国語版）
斉王の夫人。如玉軒の元持ち主。
- 楊忠：盧慶輝（中国語版）
楊堅の父。宇文護に暗殺される。
- 呂苦桃：上官瞳
楊堅の母。
- 麗華：郜思雯
般若の娘だが、伽羅が母親代わりになる。
- 李娥姿：張子璇
南朝梁の生まれで父は青州刺史だったが、戦に負けて奴婢に落ちた。宇文邕の側室。
- 阿史那雲：黄梓熙
突厥の姫。宇文邕の正室。
- 宇文贇：劉帥
北周の第4代皇帝・宣帝。

## スタッフ
- 監督：何澍培
- 脚本：張巍
- 美術監督：高希希（中国語版）

## 主題歌
- 独孤天下（オープニング）

歌詞：張贏、作曲：羅錕、歌：李玉剛
- 菩提偈（エンディング）

歌詞：張贏、作曲：羅錕、歌：劉惜君
- 独孤（挿入歌）

歌詞：林喬 (作詞家)、作曲：李全、歌：金莎
- 紅塵輾（挿入歌）

歌詞：馬萍、作曲：黎偌天、歌：汪小敏、李煒

## 放送リスト
| 話数   | タイトル         | 日本での放送日（月曜 - 金曜） |
| ------ | ---------------- | ----------------------------- |
| 第1話  | 戦いの予兆       | 2019年3月6日放送              |
|        |                  |                               |
| 第2話  | 秘めた愛         | 年 月 日放送                  |
|        |                  |                               |
| 第3話  | 姉妹の野望       | 年 月 日放送                  |
|        |                  |                               |
| 第4話  | 愛の告白         | 年 月 日放送                  |
|        |                  |                               |
| 第5話  | 残酷な運命       | 年 月 日放送                  |
|        |                  |                               |
| 第6話  | 命懸けの帰還     | 年 月 日放送                  |
|        |                  |                               |
| 第7話  | 結納の日         | 年 月 日放送                  |
|        |                  |                               |
| 第8話  | ほどけた絆       | 年 月 日放送                  |
|        |                  |                               |
| 第9話  | 新婚初夜         | 年 月 日放送                  |
|        |                  |                               |
| 第10話 | 王妃の里帰り     | 年 月 日放送                  |
|        |                  |                               |
| 第11話 | 誘惑の罠         | 年 月 日放送                  |
|        |                  |                               |
| 第12話 | 未練と執着       | 年 月 日放送                  |
|        |                  |                               |
| 第13話 | 危険な噂         | 年 月 日放送                  |
|        |                  |                               |
| 第14話 | 疲弊した心       | 年 月 日放送                  |
|        |                  |                               |
| 第15話 | 嬉しい客人       | 年 月 日放送                  |
|        |                  |                               |
| 第16話 | 暗殺の宴         | 年 月 日放送                  |
|        |                  |                               |
| 第17話 | 秘密の一夜       | 年 月 日放送                  |
|        |                  |                               |
| 第18話 | 断たれた縁       | 年 月 日放送                  |
|        |                  |                               |
| 第19話 | 野心と誤算       | 年 月 日放送                  |
|        |                  |                               |
| 第20話 | 愛の駆け引き     | 年 月 日放送                  |
|        |                  |                               |
| 第21話 | 皇后の座         | 年 月 日放送                  |
|        |                  |                               |
| 第22話 | 偽りの悲劇       | 年 月 日放送                  |
|        |                  |                               |
| 第23話 | 青い目の子供     | 年 月 日放送                  |
|        |                  |                               |
| 第24話 | 復讐の念         | 年 月 日放送                  |
|        |                  |                               |
| 第25話 | 屈辱の敗北       | 年 月 日放送                  |
|        |                  |                               |
| 第26話 | 最期の願い       | 年 月 日放送                  |
|        |                  |                               |
| 第27話 | 命の償い         | 年 月 日放送                  |
|        |                  |                               |
| 第28話 | 再燃する火種     | 年 月 日放送                  |
|        |                  |                               |
| 第29話 | 揺れる想い       | 年 月 日放送                  |
|        |                  |                               |
| 第30話 | 交錯する陰謀     | 年 月 日放送                  |
|        |                  |                               |
| 第31話 | 二人の剣舞       | 年 月 日放送                  |
|        |                  |                               |
| 第32話 | 夫婦の条件       | 年 月 日放送                  |
|        |                  |                               |
| 第33話 | 以心伝心         | 年 月 日放送                  |
|        |                  |                               |
| 第34話 | 衝撃の暴露       | 年 月 日放送                  |
|        |                  |                               |
| 第35話 | 初めての口づけ   | 年 月 日放送                  |
|        |                  |                               |
| 第36話 | 執念の仇討ち     | 年 月 日放送                  |
|        |                  |                               |
| 第37話 | 嫉妬と悲しみ     | 年 月 日放送                  |
|        |                  |                               |
| 第38話 | 失った信頼       | 年 月 日放送                  |
|        |                  |                               |
| 第39話 | 試される愛       | 年 月 日放送                  |
|        |                  |                               |
| 第40話 | 守るべき命       | 年 月 日放送                  |
|        |                  |                               |
| 第41話 | 野望の代償       | 年 月 日放送                  |
|        |                  |                               |
| 第42話 | 渾身の反撃       | 年 月 日放送                  |
|        |                  |                               |
| 第43話 | 迫る対決の時     | 年 月 日放送                  |
|        |                  |                               |
| 第44話 | 危険な任務       | 年 月 日放送                  |
|        |                  |                               |
| 第45話 | 新しい皇后       | 年 月 日放送                  |
|        |                  |                               |
| 第46話 | それぞれの大志   | 年 月 日放送                  |
|        |                  |                               |
| 第47話 | 縁談と醜聞       | 年 月 日放送                  |
|        |                  |                               |
| 第48話 | 本当の父親       | 年 月 日放送                  |
|        |                  |                               |
| 第49話 | 嵐の後に         | 年 月 日放送                  |
|        |                  |                               |
| 第50話 | 逃れられない宿命 | 年 月 日放送                  |
|        |                  |                               |
| 第51話 | 別れの言葉       | 年 月 日放送                  |
|        |                  |                               |
| 第52話 | 新皇帝の裏切り   | 年 月 日放送                  |
|        |                  |                               |
| 第53話 | 失望と希望       | 年 月 日放送                  |
|        |                  |                               |
| 第54話 | 天下統一         | 年 月 日放送                  |
|        |                  |                               |
| 第55話 | 独孤の天下       | 年 月 日放送                  |
|        |                  |                               |